# Cerniaz
Pour l’article ayant un titre homophone, voir Cerniat.
Cerniaz est une localité et une ancienne commune suisse du canton de Vaud, située dans la commune de Valbroye et le district de la Broye-Vully.

## Histoire
Cerniaz fut cité sous le nom de Sernia en 1444. On découvrit des tombes des VIIIe-Xe siècles à la Morettaz et des restes de fortifications du haut Moyen Âge au lieu-dit le Château. Le village dépendait du ressort et de la châtellenie de Villarzel qui relevait avant la Réforme de l'évêque de Lausanne et fit partie de 1536 à 1798 du bailliage de Moudon, puis du district de Payerne de 1798 à 2006. L'organisation communale, mentionnée dès 1444, était assumée sous l'Ancien Régime par l'assemblée des communiers. L'école (bâtiment restauré en 1937) fut fermée lors de l'entrée en vigueur de la réforme scolaire, en 1986. Cerniaz fait partie de la paroisse de Dompierre (Vaud). La chapelle, filiale de Dompierre en 1453, aurait dû être remplacée aux XVIIe-XVIIIe siècles par une église qui ne fut jamais construite. Le village est resté agricole.
Lors des référendums du 15 juin 2010, les communes de Cerniaz, Combremont-le-Grand, Combremont-le-Petit, Granges-près-Marnand, Marnand, Sassel, Seigneux et Villars-Bramard ont validé une fusion pour former une nouvelle commune nommée Valbroye et qui a vu le jour au 1er juillet 2011.

## Géographie
Le territoire communal comprenait le village de Cerniaz et le hameau de la Morettaz. Le village est situé sur la rive droite de la Broye sur la route allant de Granges-près-Marnand à Romont (Fribourg).

## Démographie
Cerniaz compte 80 habitants en 1764, 142 en 1850, 173 en 1870, 145 en 1900, 104 en 1950, 56 en 1990 et 63 en 2000.